# Staffeur ornemaniste
Le terme staffeur ornemaniste regroupe plusieurs métiers distincts, mais ayant tous en commun le fait d'employer le plâtre et la filasse (liant végétal).
Le plus répandu est celui qui consiste à créer des objets de décoration d'intérieur ou d'extérieur comme les rosaces, les pilastres, les corniches, les coupoles (Val d'Europe), les plafonds à caissons (Musée d'Orsay), les plafonds décoratifs ou de simples plaques de plâtre armé de filasse, et à les poser. Il y a donc des ouvriers à l'atelier et d'autres qui sont spécialisés dans la pose, ce sont rarement les mêmes.
Un staffeur peut aussi reproduire des objets comme des statues (il y a par exemple un atelier de staffeur au musée du Louvre), reproduire ou restaurer tout ou partie d'ornements (musée des monuments français), réaliser des prototypes (il y a un atelier de staff au style Peugeot Vélizy et Renault Guyancourt), fabriquer des décors pour les animations télévisuelles. Pour le cinéma : les techniques et procédés du staff ont dû évoluer avec la venue de nouveaux matériaux tels que les résines et les silicones (la msf et Yvan Hart testent au quotidien les nouveaux produits au studio). confectionner des modèles ouvragés par modelage ou taillage (chapiteau corinthien, corniches etc), mouler des modèles vivants grâce à l'alginat, patiner les moulages en plâtre…

## Technique
Pour obtenir une corniche qui puisse être posée
Le staffeur va d'abord découper le profil de la corniche dans une plaque de zinc (1), il noiera le zinc dans du plâtre (2) pour l'empêcher de se déformer. Ensuite, sur une plaque de marbre, il créera un calibre de bois (3-4) qu'il maintiendra à l'aide de polochons de plâtre et de filasse (5). Une fois le calibre sec, il versera du plâtre devant le gabarit en zinc de 6/10 et le poussera (6), ce qui mettra le plâtre en forme. Une fois fini, on obtient un moule (7). Le moule sec, on l'enduit de barbotine pour empêcher le plâtre de coller, et on le « staffe », ce qui signifie que l'on trempe la brosse à staffer (8) dans le plâtre liquide, et d'un geste de la main, on projette le plâtre sur le moule ; une fois la première couche finie, on placera une couche de filasse, et par-dessus une autre couche de plâtre à l'aide d'un couteau à enduire (9) ; les surplus seront retirés. Il ne reste plus qu'a démouler l'épreuve et à recommencer au no 7.
Le staffeur réalise aussi des pilastres, des rosaces, des soubassements, des statues, des vasques avec des techniques différentes.
Le moule peut aussi être réalisé par une prise d'empreinte avec une résine spéciale, ou un élastomère (bien que cette technique soit rare, car plutôt coûteuse) sur un modèle existant pour une reconstitution à l'identique comme des travaux de rénovation, mais aussi des réalisations de copies d'œuvres d'art.